# Can Carreras (carrer Sant Isidre, Sitges)
Can Carreras és una obra del municipi de Sitges (Garraf) inclosa en l'Inventari del Patrimoni Arquitectònic de Catalunya.

## Descripció
La casa Carreras és un edifici entre mitgeres de planta baixa i un pis. Al costat esquerre hi ha un jardí, al qual es pot accedir també des del carrer. La façana principal, de composició simètrica, presenta a la planta baixa una porta i dues finestres amb reixa de ferro colat. Al primer pis hi ha tres balcons amb balustres, el central amb volada i els dos laterals sense volada. Totes les obertures, d'aquesta façana són rectangulars llevat de la d'accés, que presenta arc escarser. L'edifici és coronat per metes on figura la data del 1889. La decoració de l'edifici s'inscriu dintre de la llibertat de combinació d'elements clàssics i contemporanis pròpia de l'eclecticisme

## Història
Can Carreras forma part dels edificis construïts a l'eixample iniciat el 1881 segons projecte de Jaume Sunyer. Segons consta a l'Arxiu Municipal de Sitges, el propietari del terreny, Francesc Carreras, va demanar permís a l'Ajuntament per a la construcció d'un edifici, d'acord amb els plànols presentats que signava el mestre d'obres Jaume Sunyer i Juncosa. L'autorització de l'Ajuntament porta data del 6-5-1889. En l'actualitat el terreny ha estat adquirit per l'Associació Cultural de Sitges, i és destinat a la pròxima ampliació de l'Escola Pia.